# Lisa Cross
Lisa Cross (Rochdale, Inglaterra; 4 de abril de 1978) es una culturista profesional y actriz pornográfica británica.

## Primeros años y educación
Lisa nació en Rochdale en 1978. Tuvo problemas de alimentación que empezaron cuando estudiaba para sacar su Certificado General de Educación Secundaria (GCSE). Alrededor de los 15 años se volvió anoréxica. Obtuvo todos los A y A* en sus exámenes del GCSE y luego logró cuatro A-Levels que le permitieron obtener una licenciatura en Ruso y Política en la Universidad de Birmingham.

## Carrera en el culturismo

### Amateur
Lisa lleva entrenando con pesas desde 2003 y acondicionando para la competición desde 2008. La primera vez que se aficionó al culturismo fue en 2006, cuando vivía en Japón mientras enseñaba inglés. Su novio de entonces era un campeón de culturismo japonés y ella empezó a leer sobre culturismo, como Negrita Jayde, y a entrenar con pesas. En 2007, después de casarse, fue a ver la competición de Ms. Olympia de 2007 para su luna de miel y quedó impresionada cuando vio a culturistas femeninas por primera vez en la vida real. El excampeón júnior del Reino Unido, Lewis Breed, supervisó su entrenamiento y la preparación previa al concurso de culturismo. Compitió en su primera competición en la NABBA de Inglaterra de 2009, quedando en segundo lugar por detrás de Jennie Ellam.
Posteriormente participó en el NABBA Universe de 2009, donde acabó segunda tras Larissa Cunha. Su mejor victoria fue el primer puesto en los Campeonatos Británicos de la UKBFF, donde ganó la categoría de Ladies Physique. El 19 de marzo de 2014 anunció que le habían concedido su tarjeta profesional de la IFBB y que ya podía competir como profesional.

### Profesional
Lisa asistió a su primera competición profesional de la IFBB en el Tampa Pro de 2014, donde quedó en decimosexto lugar. En 2015, Alina Popa se convirtió en su entrenadora y comenzó a entrenar en el gimnasio Armbrust PRO. Su entrenamiento dio sus frutos cuando pasó a ganar el Omaha Pro 2015, la primera vez que una culturista profesional británica ganaba una competición profesional general desde 1999.

### Historial competitivo
- 2009 - NABBA England - 2.º puesto
- 2009 - NABBA Universe - 2.º puesto
- 2009 - UKBFF Hercules - 1.º puesto
- 2010 - UKBFF British Championships - 1.º puesto
- 2011 - Arnold Amateur Europe - 4.º puesto
- 2011 - Women’s World Amateur Championships - 4.º puesto (HW)
- 2013 - Arnold Amateur Europe - 2.º puesto
- 2014 - IFBB Tampa Pro - 16.º puesto
- 2015 - IFBB Omaha Pro - 1.º puesto
- 2015 - IFBB Wings of Strength Rising Phoenix World Championships - 9.º puesto
- 2016 - IFBB Tampa Pro - 2.º puesto
- 2016 - IFBB Wings of Strength Rising Phoenix World Championships - 7.º puesto
- 2017 - IFBB Tampa Pro - 2.º puesto
- 2017 - IFBB WOS Rising Phoenix World Championships - 9.º puesto[5][6][7]

## Vida personal
Lisa es abiertamente bisexual. Vive en Plymouth. Es exagente de policía y profesora de inglés. Habla inglés, francés, ruso y japonés. Esto se debe a su tiempo viviendo en Francia, Rusia y Japón. En 2014, publicó su primer libro, Devil and Disciple – The Temptation. Sus patrocinadores son CNP Professional, Melanotan Europe y Powerzone Gym Equipment. Dirige su propio gimnasio comunitario.
Fuera de la parcela deportiva, Cross ha destacado por su participación en la industria del entretenimiento para adultos, como modelo erótica, actriz pornográfica y creadora de contenidos en plataformas como Onlyfans.